# Красюков, Николай Петрович
Николай Петрович Красюков (1923, Сельцо, Славутский район — 1986, Волгоград) — советский военный.

## Биография
Родился в семье рабочего. Русский. Окончил 7 классов. Работал токарем на заводе в Сталинграде (ныне Волгоград).
В Красной Армии и на фронте в Великую Отечественную войну с сентября 1942 года. Член ВКП(б)/КПСС с 1944 года.
Сапёр 92-го отдельного гвардейского саперного батальона (81-я гвардии стрелковая дивизия, 7-я гвардейская армия, 2-й Украинский фронт) гвардии ефрейтор Красюков при форсировании реки Южный Буг в районе города Первомайск Николаевская область 21—26 марта 1944 года, переправляя под сильным огнём противника пехоту, средства связи и продовольствие, сделал на лодке 21 рейс. Был ранен, но продолжал выполнять боевую задачу. 24 апреля 1944 года награждён орденом Славы 3-й степени.
Командир отделения того же батальона гвардии младший сержант Красюков в ночь на 20 августа 1944 года в районе города Пашкани (Румыния) устроил проходы в минном поле и проволочном заграждении противника и нес на них комендантскую службу. Действуя впереди наступающих подразделений, обеспечивал их продвижение. 5 октября 1944 года награждён орденом Славы 2-й степени.
В ходе наступательных боев командир отделения того же батальона и дивизия (53-я армия, 2-й Украинский фронт) гвардии старший сержант Красюков в числе первых вышел к реке Тиса, разведал место переправы и 25 октября 1944 года с группой бойцов переправился на её правый берег. Закрепившись в районе населенного пункта Питьока (20 км северо-восточнее г. Сольнок, Венгрия), захватил паром, на котором была переправлена артиллерия. В течение 12 суток под сильным огнём противника действовал на переправе и, несмотря на то что открылась старая рана, оставался в строю до выполнения задачи.
При прорыве обороны противника у города Леринци (40 км северо-восточнее Будапешта) 6 декабря 1944 года отделение саперов во главе с Красюковым проделало проходы в минных полях и, продвигаясь вперед, захватило мост через канал, чем обеспечило продвижение наступающих частей. 28 апреля 1945 года награждён орденом Славы 1 степени.
В 1947 году старшина Красюков был демобилизован. Жил в Волгограде. Работал начальником пионерлагеря.
Умер 12 августа 1986 года. Его фамилия высечена на стеле, установленной на Аллее героев и кавалеров ордена Славы.

## Награды
- Также был награждён орденами Отечественной войны 1-й степени и Красной Звезды, а также медалями.